# Callinectes bellicosus
Callinectes bellicosus (лат.) — вид ракообразных семейства Portunidae. Максимальная длина карапакса 19 см. Обитают в восточно-центральной части Тихого океана: от Сан-Диего, США, до штата Чьяпас, Мексика. Встречаются в тропических водах на глубине 0—76 м. Охранный статус вида не оценивался, он безвреден для человека и является объектом коммерческого промысла.